# Liljeholmsbron

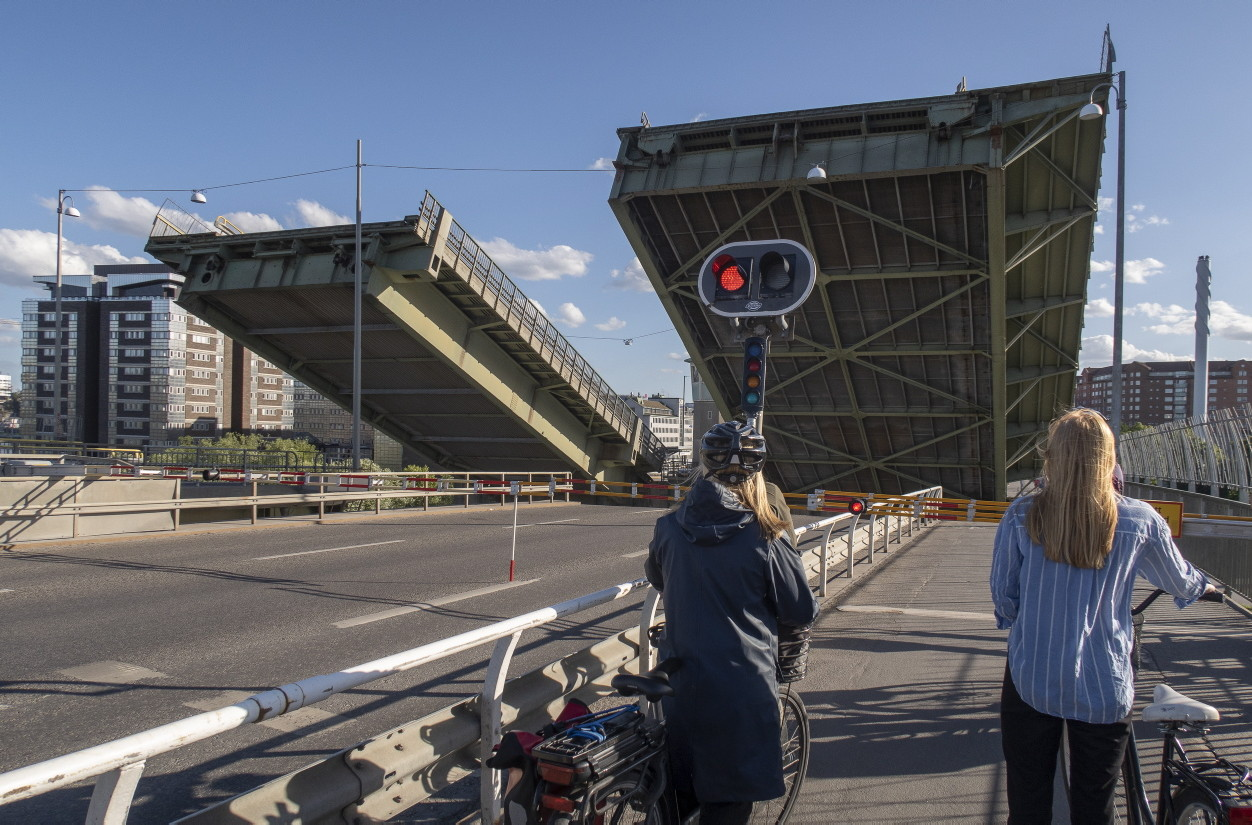
Broöppning på Liljeholmsbron, vy mot sydväst, juni 2018.

Liljeholmsbron är en dubbel klaffbro som spänner över Årstaviken mellan Hornstull på Södermalm och Liljeholmen i Stockholm. Den nuvarande bron byggdes i två etapper, 1928 och 1954 och har föregåtts av flera historiska broar. Liljeholmsbron utgör gränsen mellan Årstaviken i öst och Liljeholmsviken i väst. Liljeholmsbron är även namnet på den gata som leder fram till bron från Långholmsgatan. 
Den första bron uppfördes på 1660-talet och den första klaffbron över Liljeholmsviken invigdes 1928. Denna bro var en del av ett större infrastrukturprojekt som kallas Hammarbyleden och innefattade ytterligare två klaffbroar: Danviksbron (invigd 1922) och Skansbron (invigd 1925), dessutom högbron Årstabron (invigd 1929), Hammarby sluss och Danvikskanalen (invigda 1930). Projektet avlastade Nils Ericsons sluss från fartygstrafik som nu kunde gå via Hammarbyleden och västra stambanan kunde dras på högbro till Stockholms södra station.
Byggnaden är grönmärkt av Stadsmuseet i Stockholm vilket innebär ”särskilt värdefulla från historisk, kulturhistorisk, miljömässig eller konstnärlig synpunkt”.

## Tidigare broar

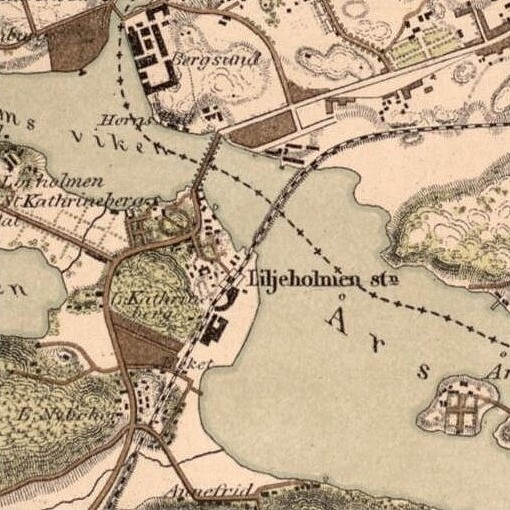
Flott- och järnvägsbron 1880.

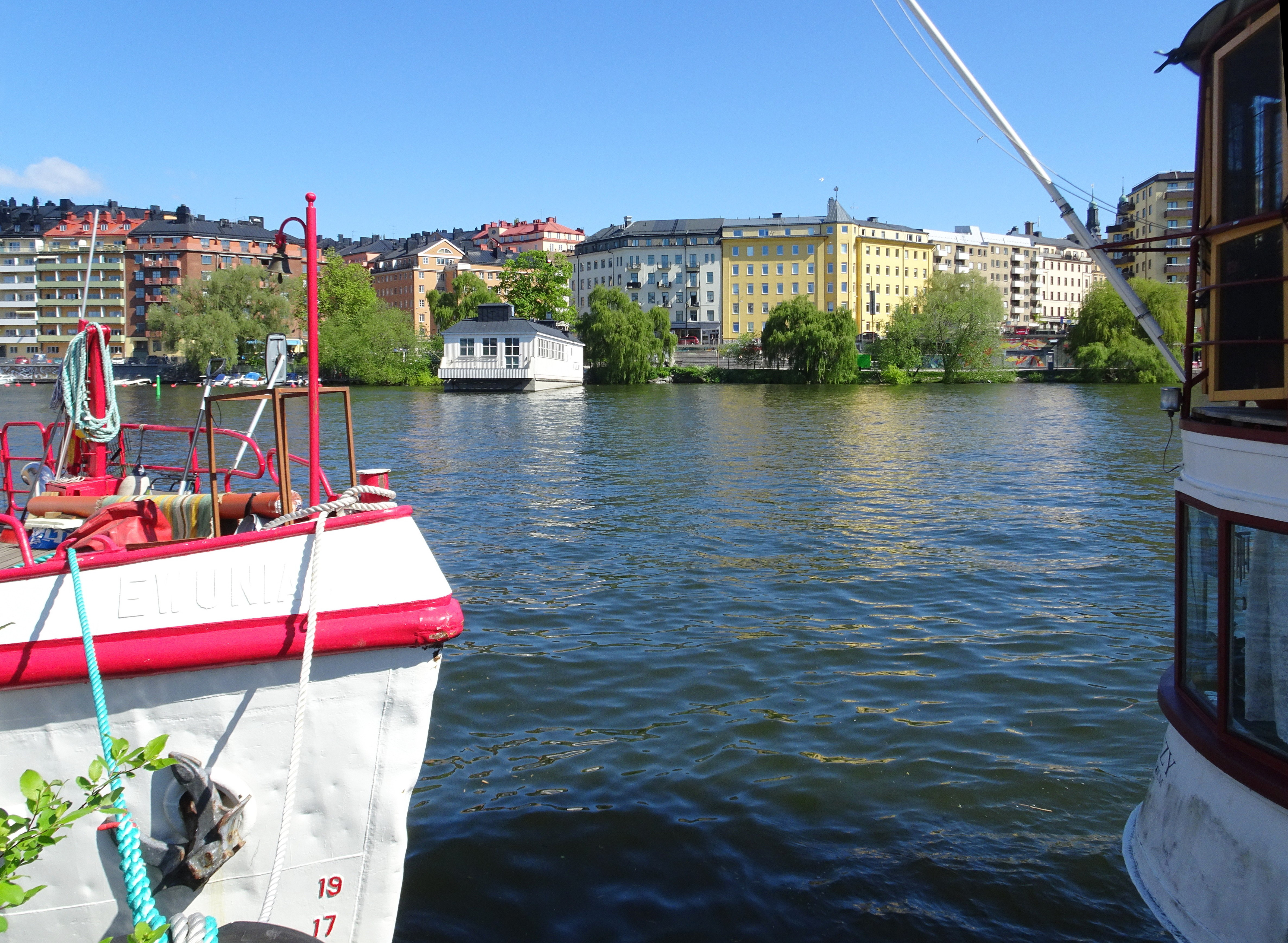
Vy över Liljeholmsviken mot norr. Ungefär här sträckte sig gamla Liljeholmsbron över till Södermalm.

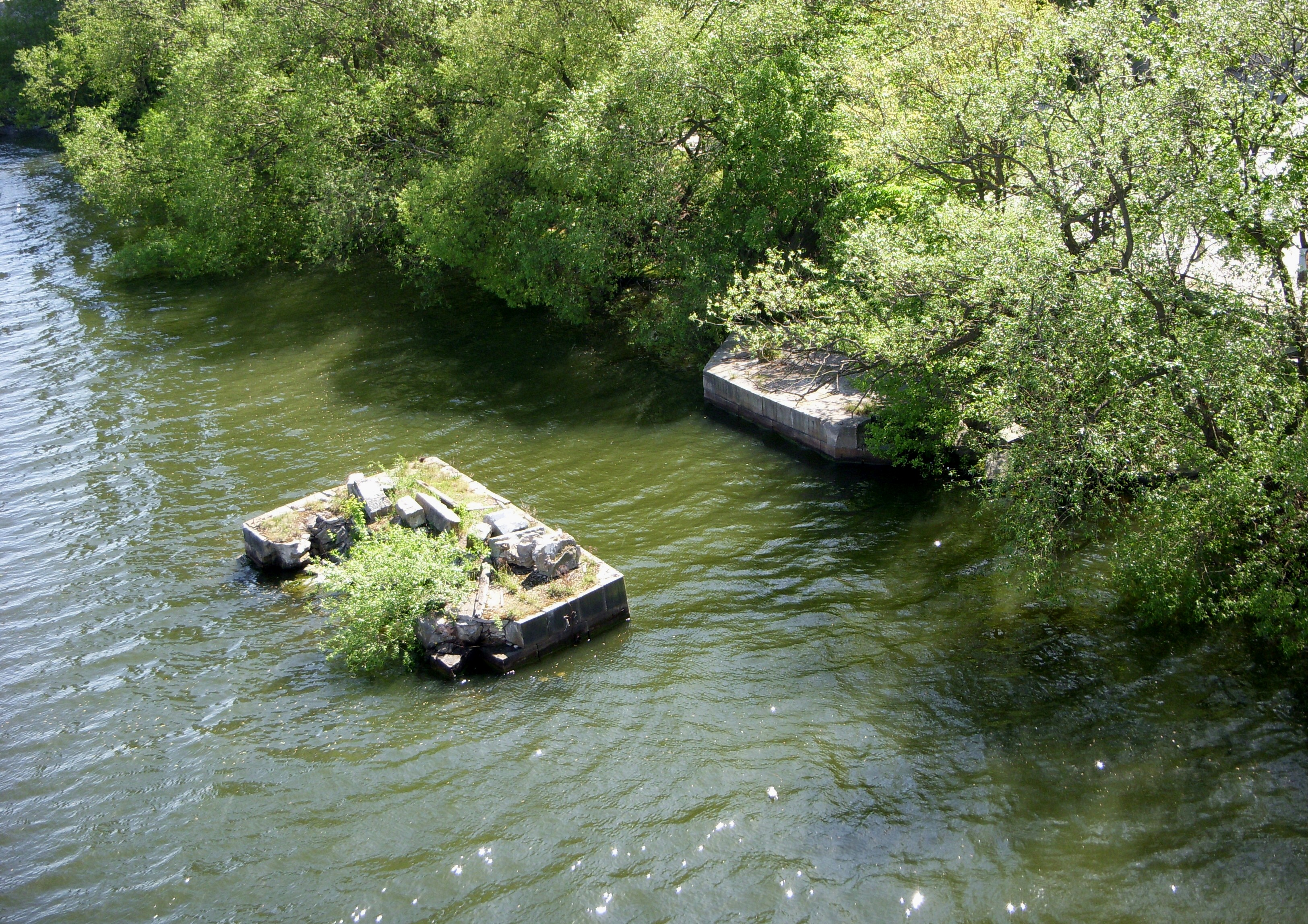
Resterna efter järnvägsbron från 1860.

På 1660-talet anlades en ny väg från Hornskroken ända fram till Hornstull och Liljeholmsviken och i direkt anslutning till den byggdes en bro till Liljeholmen. Tidigare hade det funnits en färjeförbindelse, som inte alltid kunde upprätthållas vid dåligt väder. Genom ett kungligt brev den 4 november 1668 godkändes stadens förslag att i stället bygga en bro med rätt för staden att uppbära bropengar.
Arbetet utfördes året därpå under ledning av stadsarkitekten (senare slottsarkitekten) Nicodemus Tessin d.ä. och stadsbyggmästaren Sifvert. Kostnaden var 8 747 daler silvermynt. Med tre borgare i staden slöts den 18 maj 1669 ett kontrakt om brons stenläggning. Bron var en pålbro, det vill säga pålar hade drivits ned i botten och en bro byggts på dessa. Bron kallades i början Hornsbron, men fick snart namnet Liljeholmsbron (detta namn finns belagt från 1733). Bron över Liljeholmsviken var del i ett större vägbyggnadsprojekt för en ny landsväg från Stockholm söderut till Fittja Bro och vidare till Södertälje. 1669 var den nya vägsträckningen helt klar som anlades under ledning av Erik Dahlberghs fortifikationstrupper (se Södertäljevägen).
Pålbron ersattes ganska tidigt av en flottbro. Denna flottbro fick förnyas och förbättras flera gånger under årens gång. 1890 lades den sista flottbron ut, den var då 164 meter lång och 8,3 meter bred. Den gick då ungefär från nuvarande Bergsunds strand vid Liljeholmsbadet till Liljeholmsstranden och fortsatte i dåvarande Södertäljevägen (nuvarande Liljeholmsvägen).
Den första järnvägsförbindelsen över Årstaviken byggdes 1860 i samband med Västra stambanans sträckning till Södra station. Då uppfördes en låg järnvägsbank med en svängbro över viken. Banken drogs längre västerut över Årstaviken, ungefär i höjd med nuvarande Liljeholmsbron. Några brofundament från järnvägsbron syns fortfarande intill Liljeholmsbrons södra landfäste.
På Hornsgatan gick ångspårvagnar sedan 1887 och år 1901 fick Hornsgatan elektriska spårvagnar fram till Hornstull. Från 1911 gick det också spårvagnar från Liljeholmsbrons fäste på Liljeholmssidan ut till Mälarhöjden respektive Midsommarkransen (i regi av det privata spårvägsbolaget AB Södra Förstadsbanan, som år 1920 såldes till det kommunalägda Stockholms Spårvägar). Den enda förbindelsen mellan de två ändstationerna Hornstull och Liljeholmen var fortfarande flottbron, som man fick gå över. Det blev därför mycket välkommet bland alla resenärer när en ny bro skulle byggas. Den 1 december 1915 invigdes den första "riktiga" bron. Det var en träbro, 12 meter bred och med den öppningsbar mittdel, som utfördes som en svängbro. Den höll för belastning av förortsspårvagnarna, som nu kunde fortsätta över till Hornstull.

## Nya klaffbron
Den ökande trafiken och hinderliga broöppningar krävde en ny bro. På hamnstyrelsens initiativ beslöt Stockholms stadsfullmäktige i mars 1925 att ge hamnstyrelsen i uppdrag att låta bygga en ny gatubro med cirka 16 meters fri segelhöjd över medelvattenytan och 16 meters bredd till en beräknad kostnad av 4 115 000 kronor, i priset ingick nödvändiga tillfartsvägar.
Grundläggningsarbetena över Liljeholmsviken tedde sig besvärliga och för neddrivning av pålarna (38 × 38 cm:s betongpålar) anskaffades en speciell pålkran från Tyskland. Grundläggningsarbetena igångsattes i mars 1926 och i juni 1927 kunde monterandet av brons järnöverbyggnad påbörjas.
Närmast Hornsplan består den första klaffbron från 1928 av en 43 meter lång betongviadukt i tre spann. Den övriga delen – med undantag för klaffspannet – är konstruerad som en kontinuerlig balkbro med järnöverbyggnad av nitade plåtbalkar. Dessa bärs upp av höga betongpelare utom över bangården på Liljeholmssidan, där de vilar på pelarbockar av järn.
Den 9 oktober 1928 invigdes den första klaffbron, den som idag är den västra brodelen. Denna bro är 390 meter lång, 16 meter bred, fri höjd 15,5 meter och klaffens spännvidd är 29,70 meter. Arkitekt för denna bro var Carl Bergsten och konstruktör Ernst Nilsson. Bron levererades av Bergsunds Mekaniska Verkstad.
Den 15 maj 1954 utökades bron med en östlig brodel med exakt samma utseende. Denna gång var konstruktören K. Arvid Wickert. Denna östra del blev 14,1 meter bred varav 7,5 meter körbana. Den östra brodelen är enkelriktad norrut, den västra brodelen söderut. Liljeholmsbron fjärrstyrs numera från Hammarbyslussen. Fram till 1966 gick Riksväg 1/Europaväg E4 över Liljeholmsbron.
År 2016 blev Liljeholmsbron efter Västerbron och Skanstullsbron den tredje bron i Stockholm som utrustades med ett högre skyddsräcke som skall försvåra spontana självmordsförsök genom hopp från bron.

## Bilder

Historiska bilder (enkelbron)
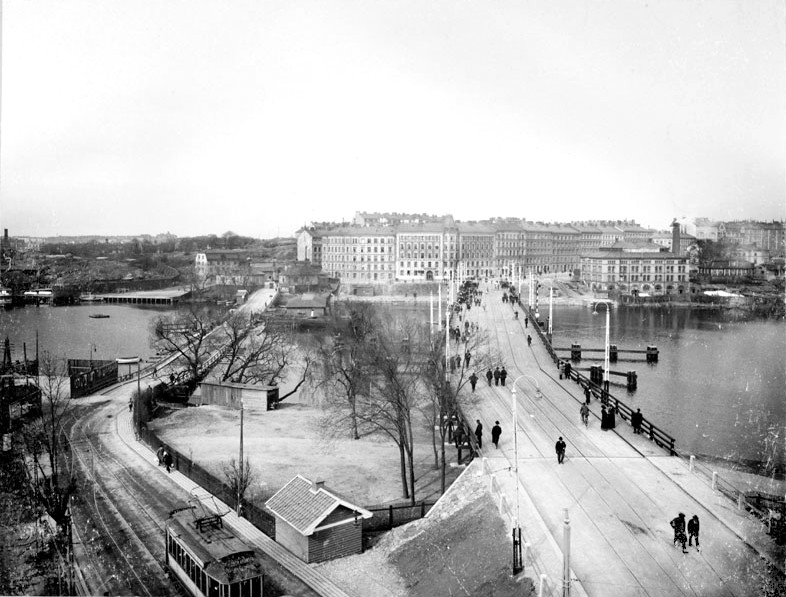
Gamla Liljeholmsbron (till vänster) står kvar invid den nya (med spårvagnsspår) 1915.
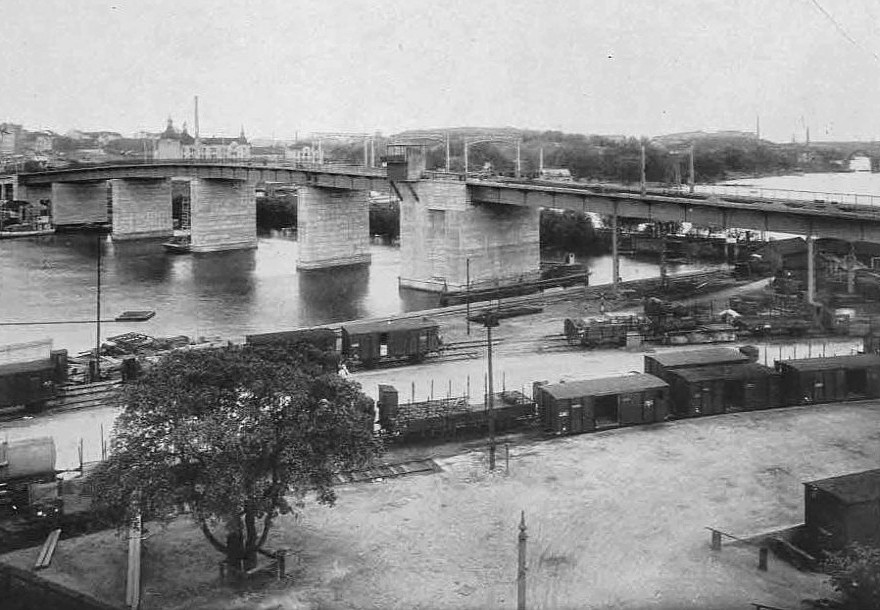
Nya Liljeholmsbron 1928 med Liljeholmens järnvägsstation i förgrunden
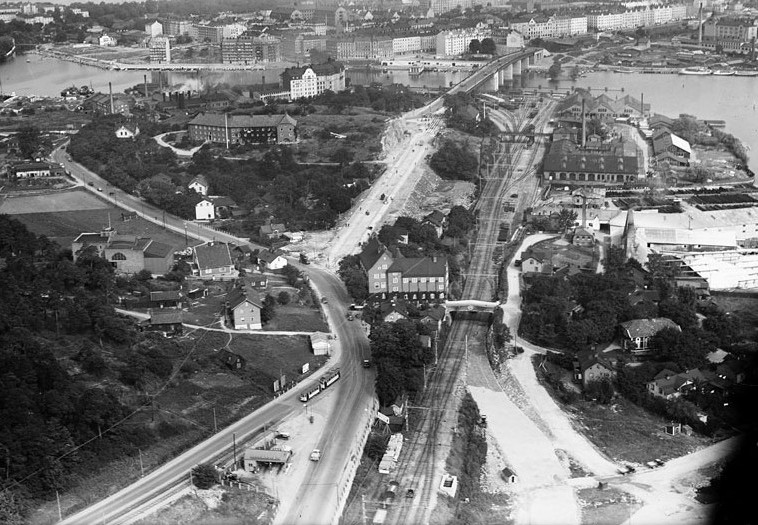
Liljeholmsbron och Liljeholmens järnvägsstation 1932
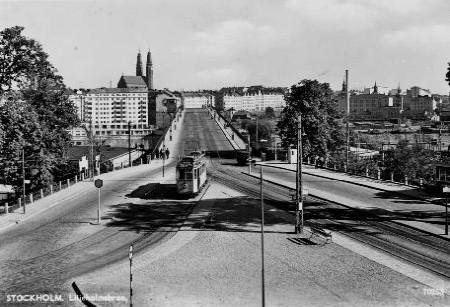
Spårvagn på Liljeholmsbron på 1940-talet
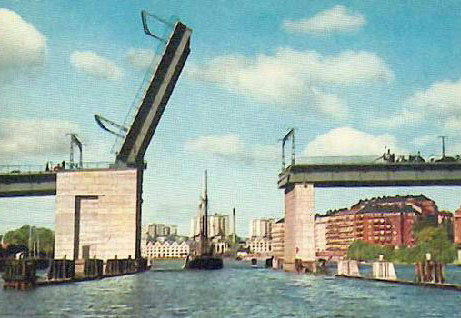
Broöppning 1950.

Nutida bilder (dubbelbron)
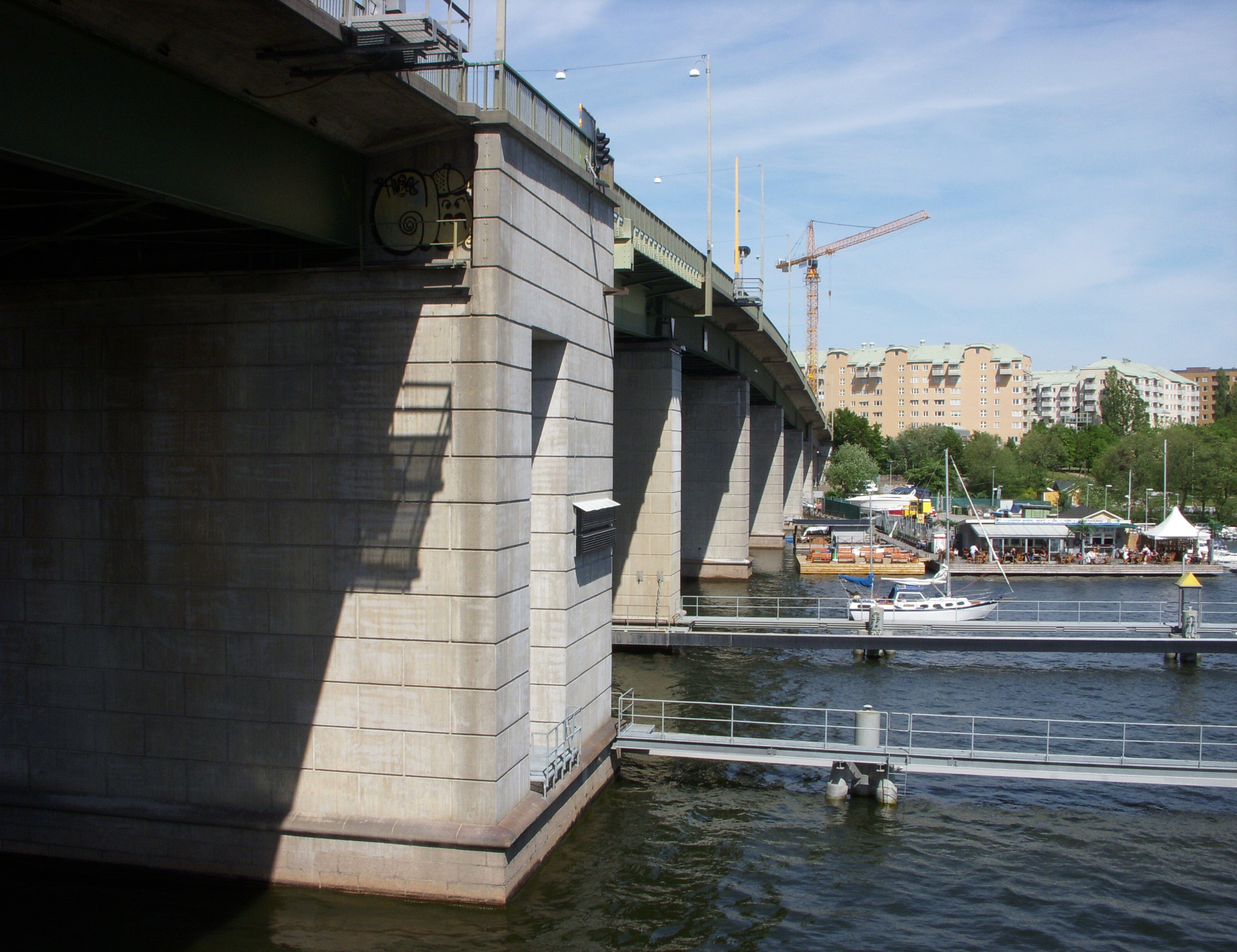
Brons östra sida.
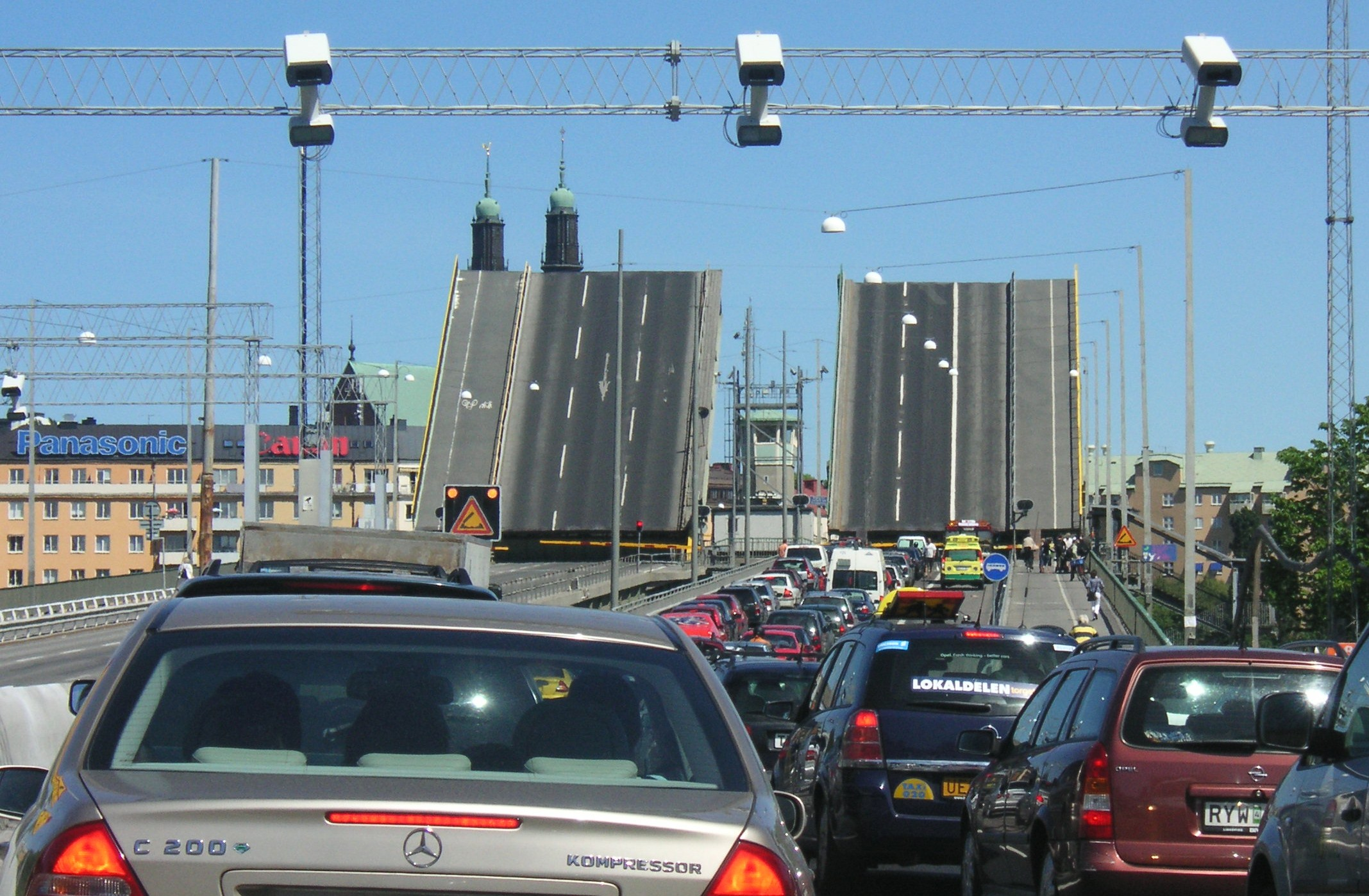
Broöppning i rusningstrafik.
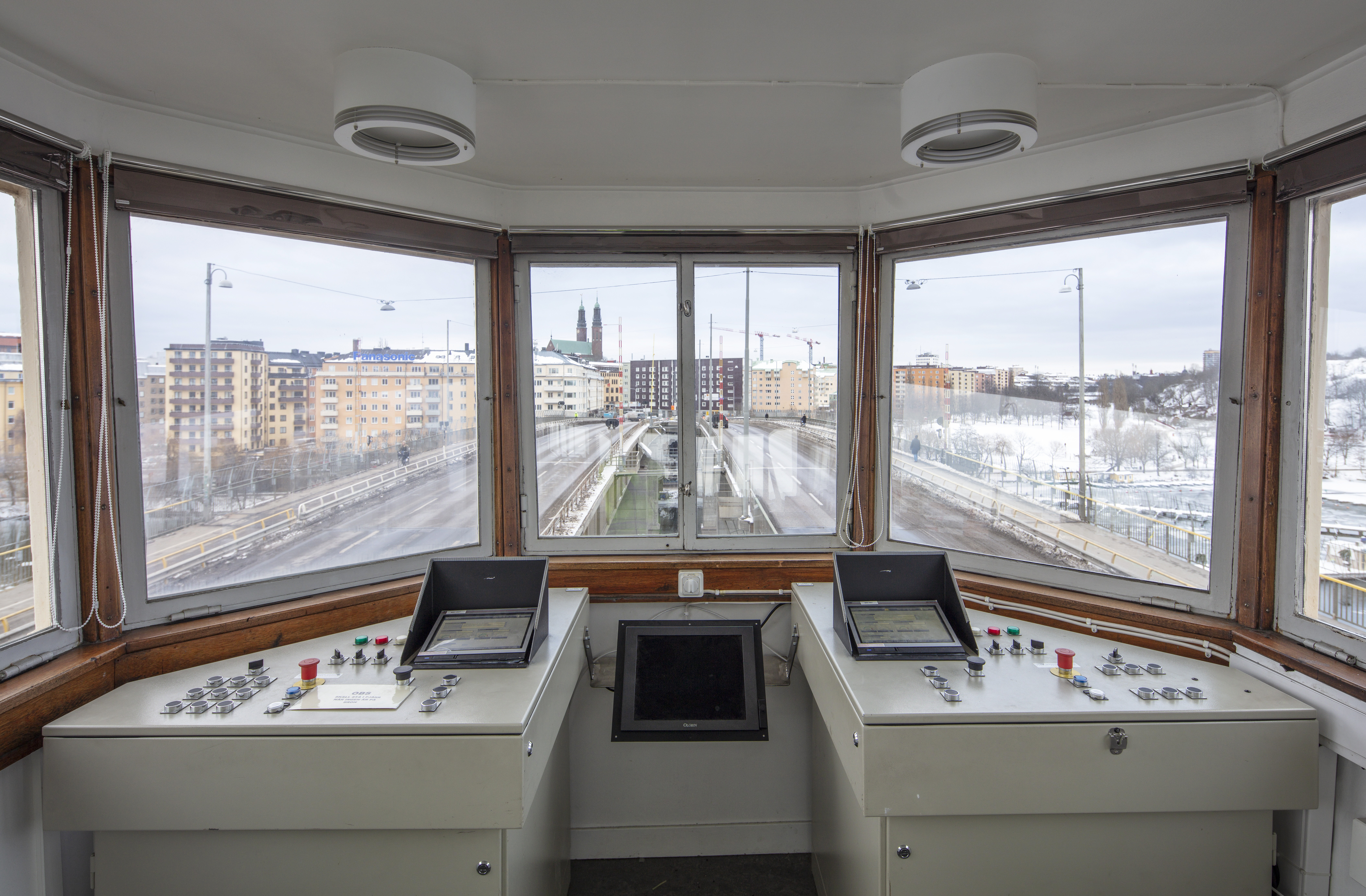
Manöverrummet, vy mot Södermalm.
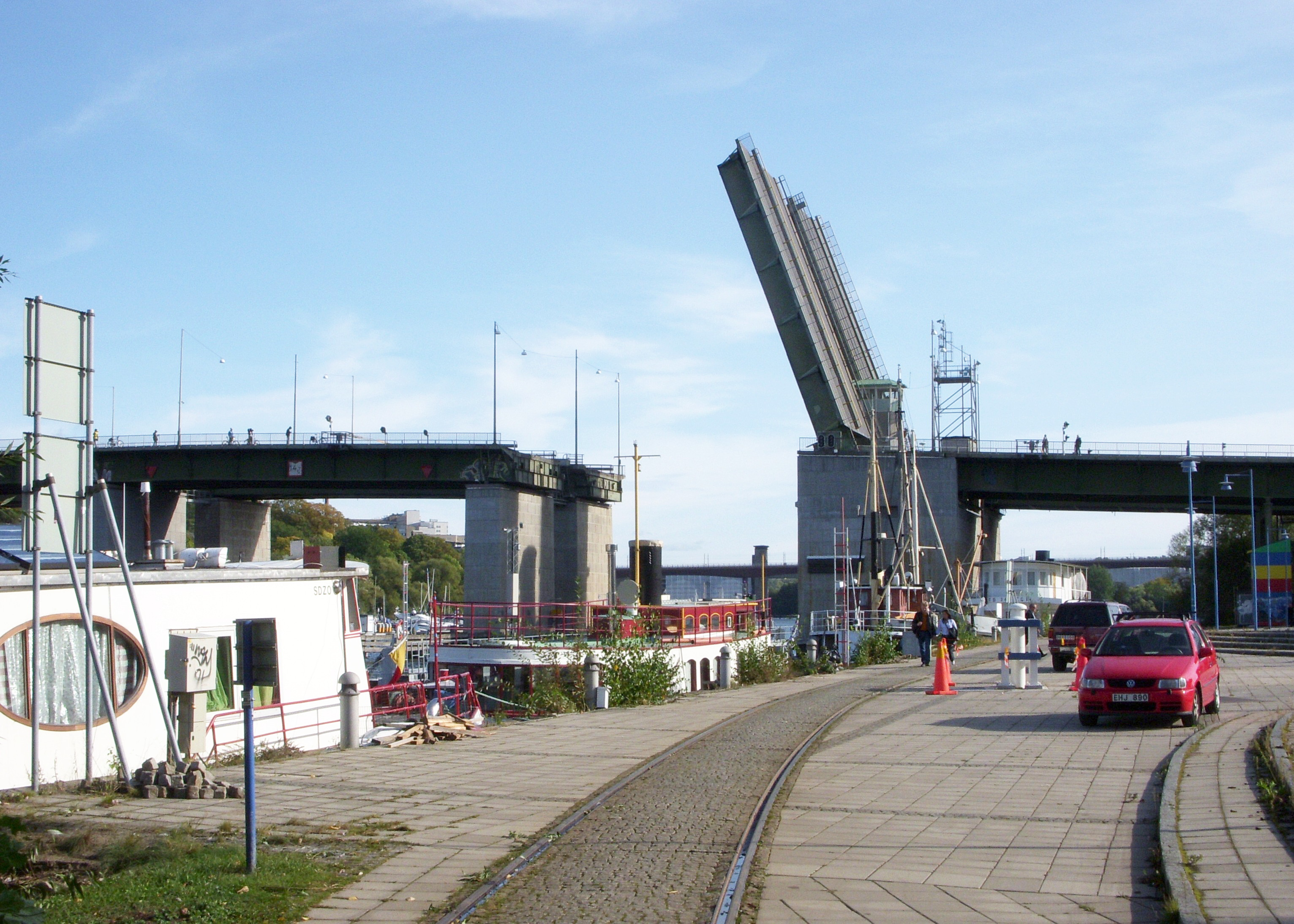
Broöppning, vy från Liljeholmshamnen.
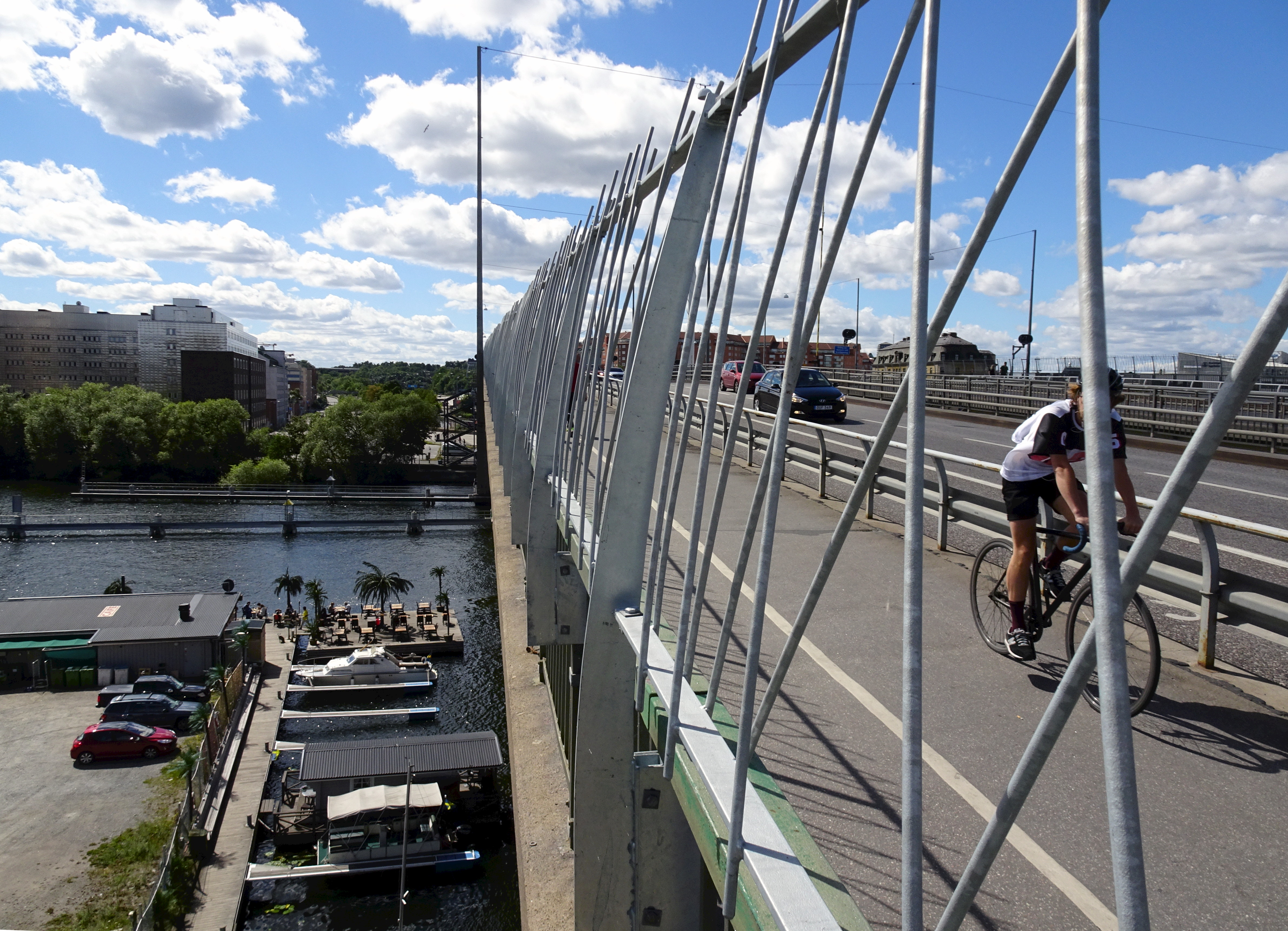
Brons självmordsskydd.

Nutida bilder (maskineriet)
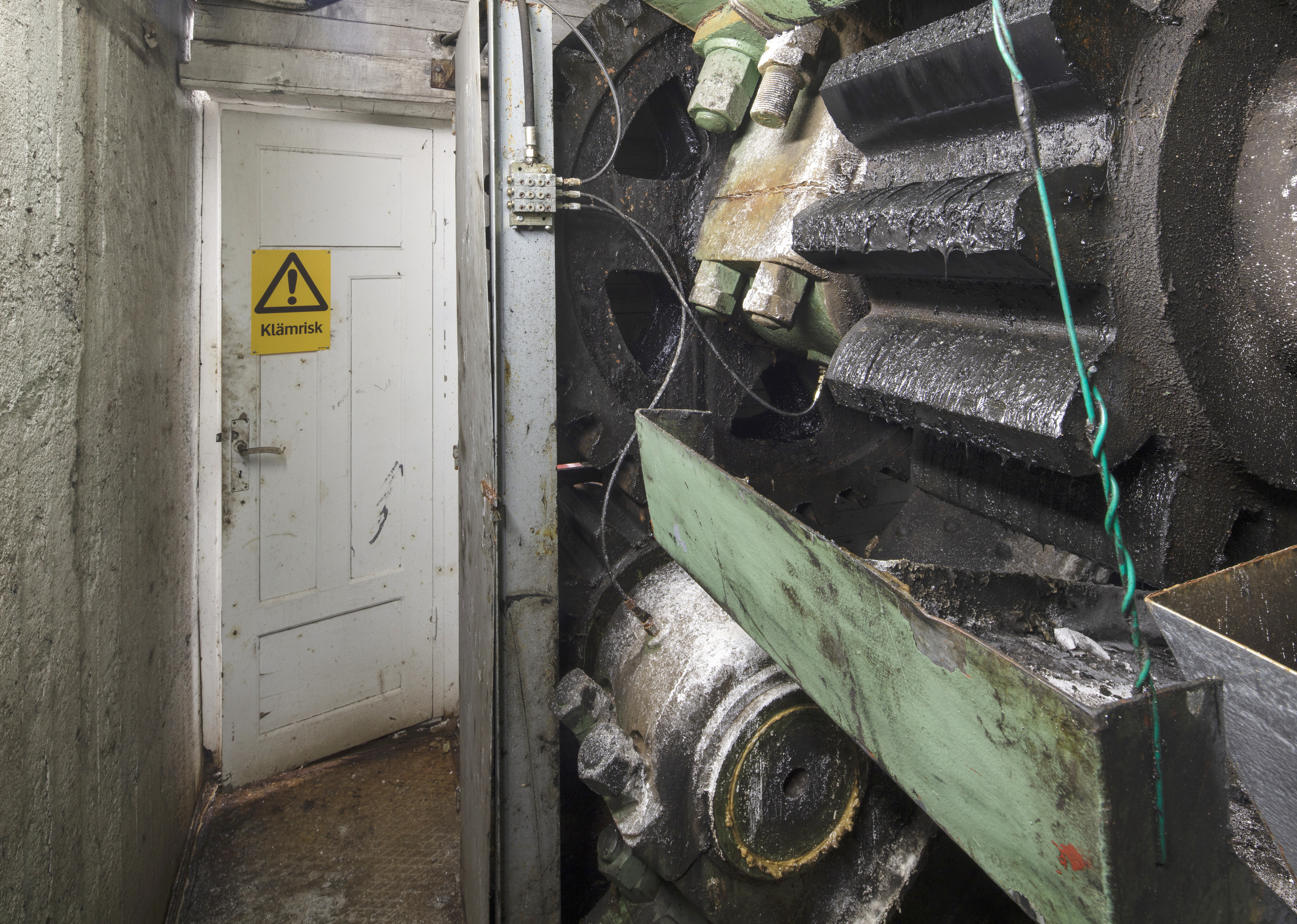
Maskinrum i västra bron.
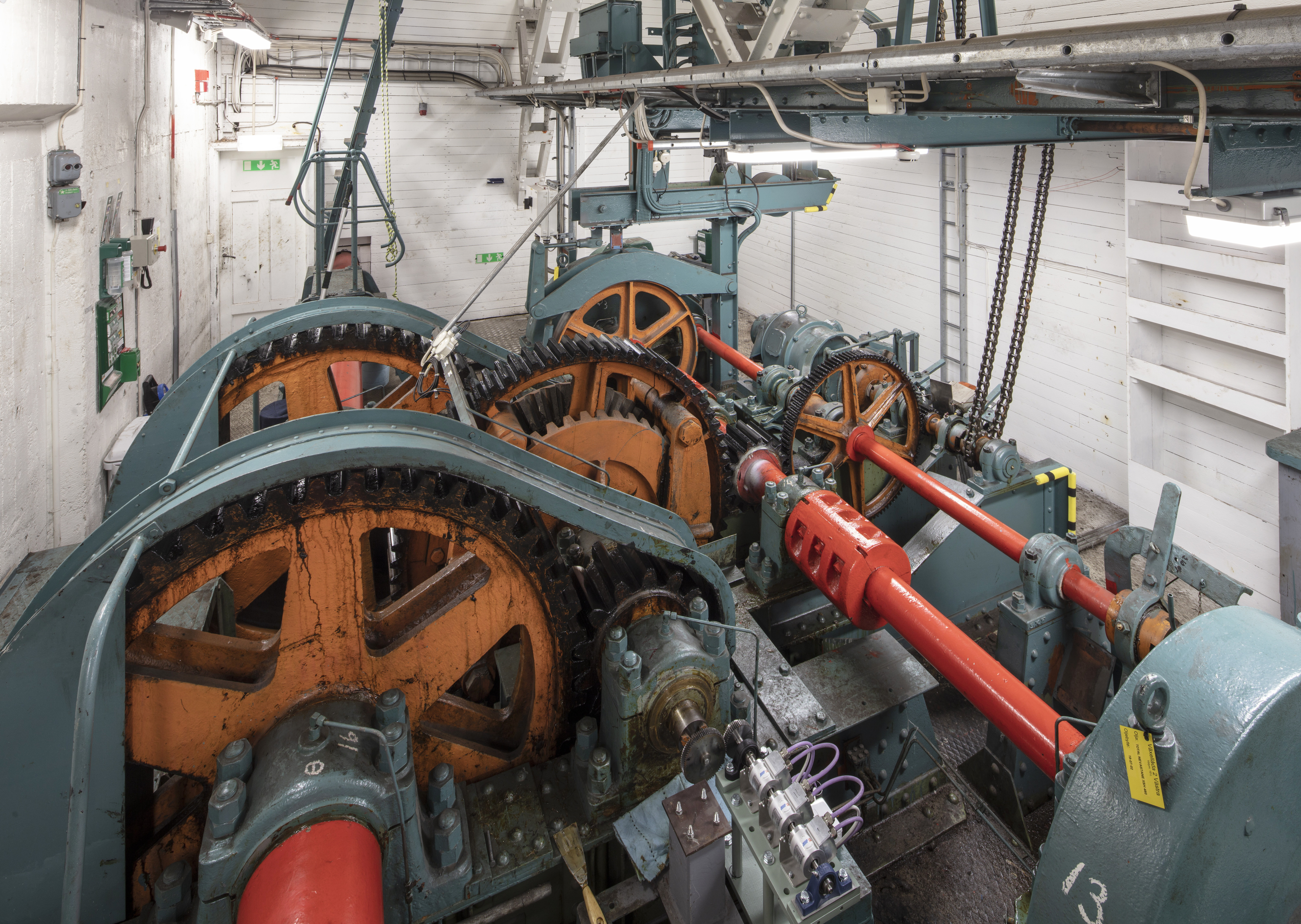
Maskinrum i västra bron.
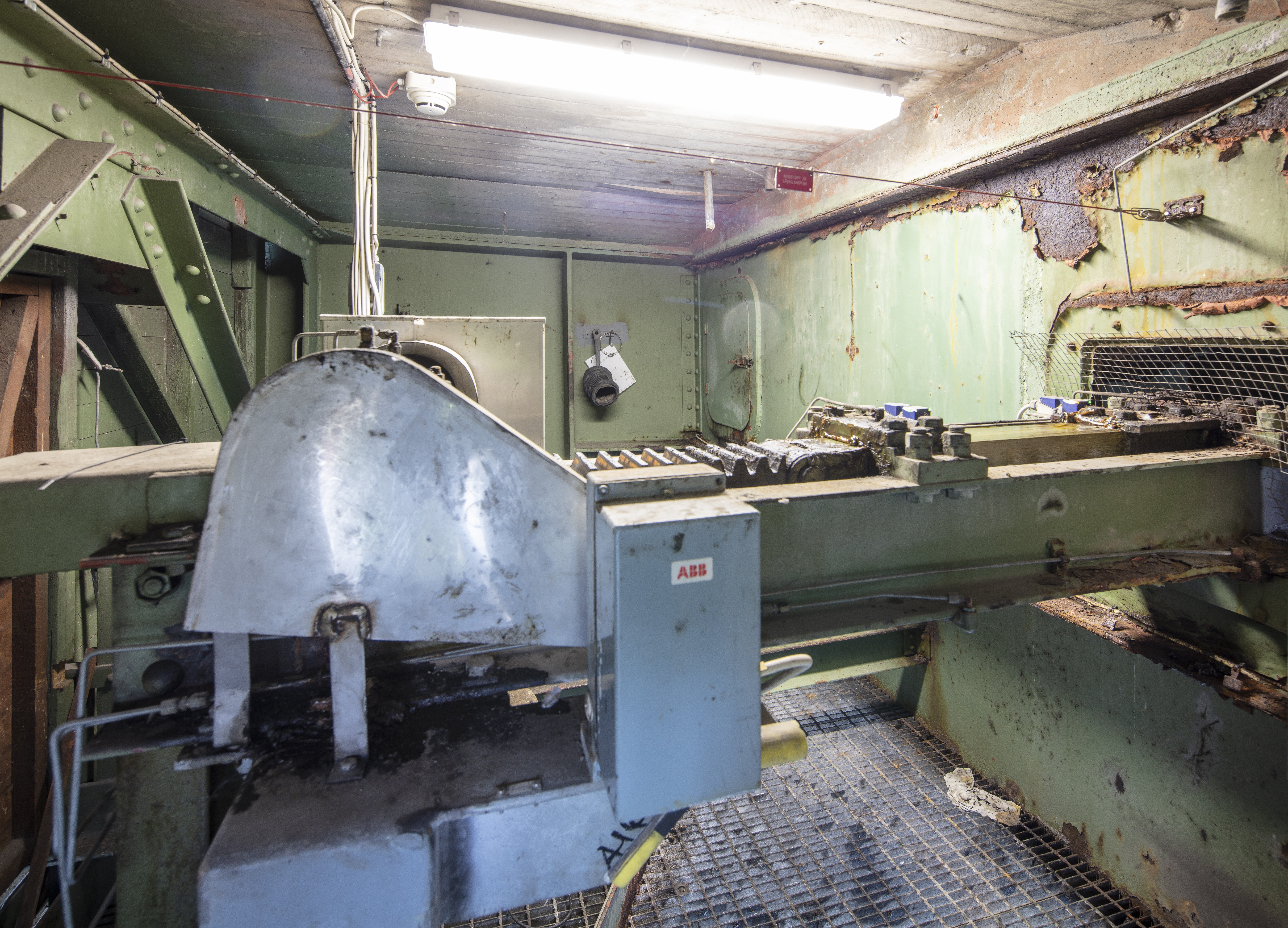
Inne i västra bron.
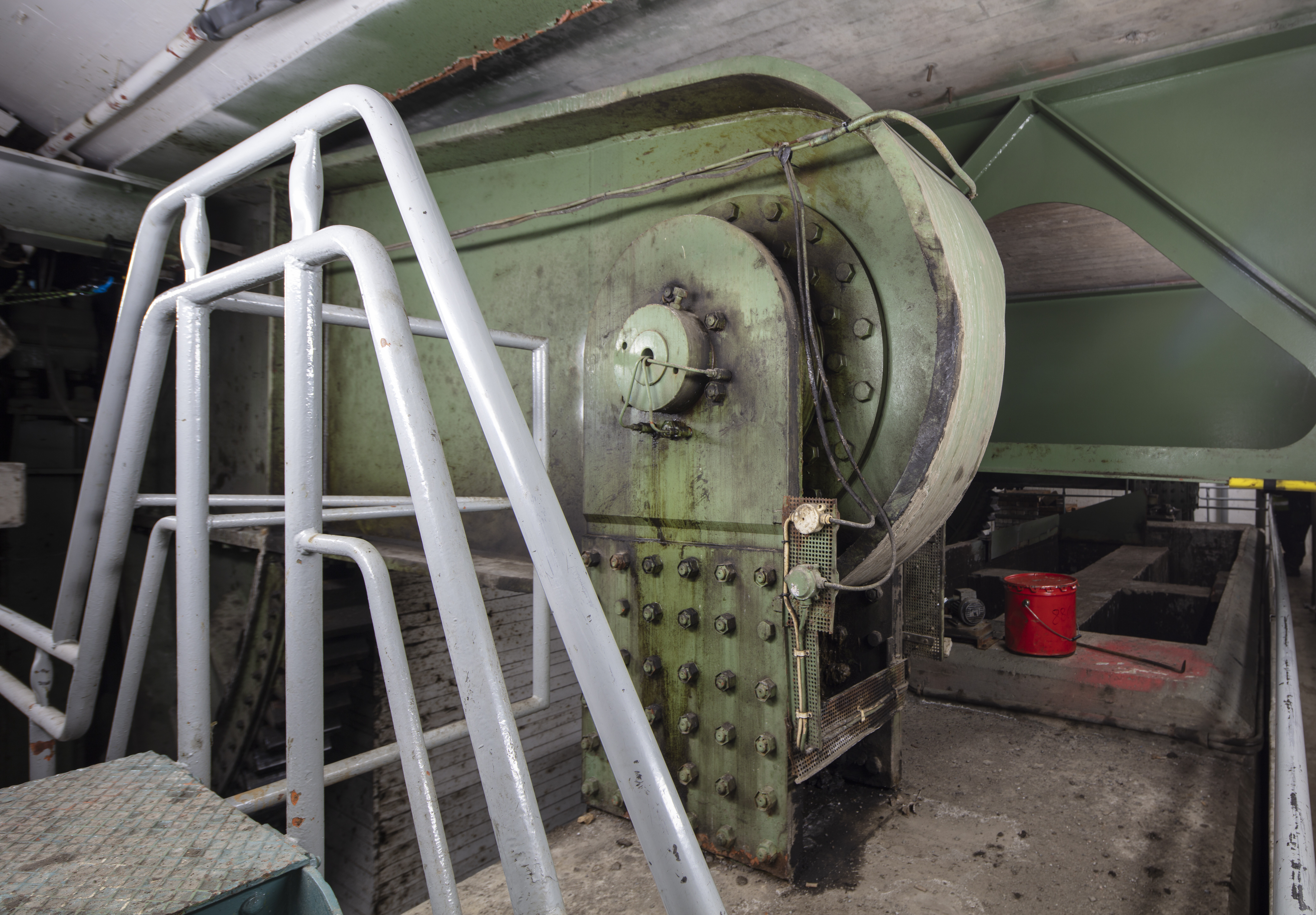
Maskinrum i östra bron.
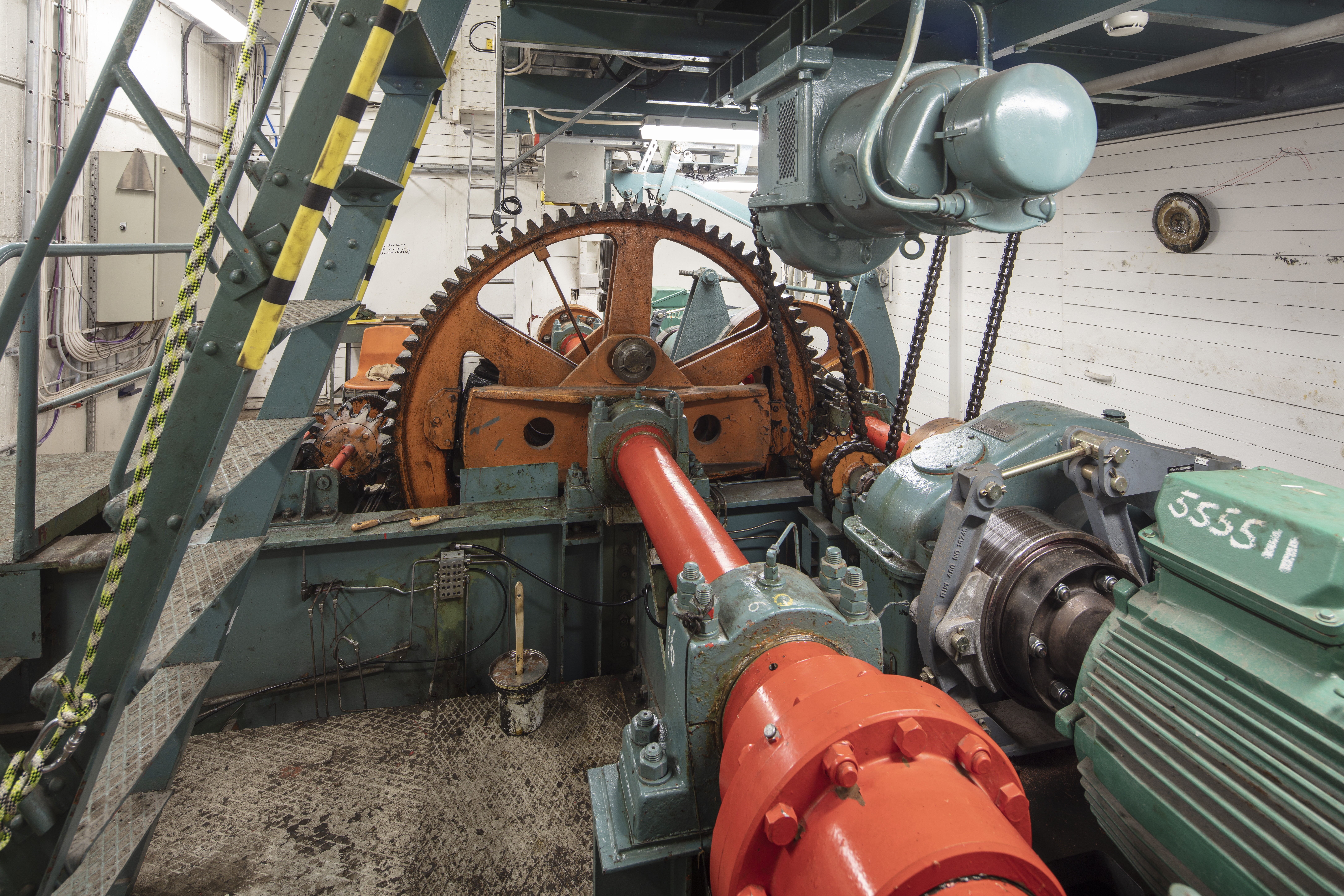
Maskinrum i östra bron.